# Candlelight Records
Candlelight Records är ett oberoende skivbolag grundat i England av tidigare Extreme Noise Terror-basisten Lee Barrett. Sedan januari 2001 finns bolaget även i USA.
Candlelight Records är specialiserade på black metal och death metal, med bland annat band som Emperor, Obituary, 1349, Theatre of Tragedy och Zyklon. Skivbolaget är känt för att ha gjort tidiga utgivningar med senare betydande band som Opeth och Emperor. Candlelight Records samverkar med franska Appease Me Records och tyska AFM Records.

## Artister

### Candlelight UK
1349, Abigail Williams, The Atlas Moth, Age of Silence, Anaal Nathrakh, Averse Sefira, Blut Aus Nord, Carnal Forge, Crionics, Crowbar, Dam, Daylight Dies, Defiance, Divinity, Eastern Front, Emperor , Epoch of Unlight, Forest Stream, Furze, Gnaw Their Tongues, Grimfist, Horned Almighty, Ihsahn, Illdisposed, Imperial Vengeance, Insomnium, Kaamos, Lost Eden, Manes, Mithras, Myrkskog, Nebelhexe, Novembers Doom, Octavia Sperati, October File, Omnium Gatherum, Onslaught, Paganize, Pantheon I, Rose Funeral, Sear Bliss, Savage Messiah, The Seventh Cross, Sigh, Starkweather, Stonegard, Subterranean Masquerade, Thine Eyes Bleed, Throne of Katarsis, To-Mera, Whitechapel, Wodensthrone, Wolverine, Xerath, Zyklon

### Candlelight USA
Utöver de listade för Candlelight UK, också Absu, Aeternus, Amoral, Audrey Horne, Bal-Sagoth, Battered, Bronx Casket Co., Capricorns, Candlemass, Centinex, Dark Funeral, Dead Man in Reno, Destruction, The Deviant, Dismember, Electric Wizard, Elvenking, Enslaved, Entombed, Fear Factory, Firebird, Gorgoroth, Grand Magus, Havok, Hevein, Insense, Jorn, Jotunspor, Keep of Kalessin, Khold, Kotipelto, Lord Belial, Manngard, Marduk, Martriden, Masterplan, The Mighty Nimbus, Mindgrinder, Monolithe, Morbid Angel, Necrophobic, Nightmare, Of Graves and Gods, Obituary, Odious Mortem, Opeth, Overmars, P.H.O.B.O.S., Pro-Pain, The Project Hate MCMXCIX, Ram-Zet, Rob Rock, Sahg, Sarah Jezebel Deva, Satariel, SCUM, Setherial, Seven Witches, Shakra, She Said Destroy, sHEAVY, Sinister, Slumber, Sourvein, Space Odyssey, Spektr, Susperia, Taint, Tenebre, Theatre of Tragedy, Thyrane, Thyrfing, Time Requiem, Torchbearer, Trendkill, U.D.O., Vader, Vreid, The Wake, Windir, Witchcraft.